# Tjingiz Ajtmatov
Tjingiz Torekulovitj Ajtmatov (kirgisiska: Чыңгыз Айтматов (Çıňğız Aytmatov), ryska: Чингиз Торекулович Айтматов), född 12 december 1928 i Sjeker, Kirgizistan, död 10 juni 2008 i Nürnberg, Tyskland, var en kirgisisk-sovjetisk författare som skrev både på kirgisiska och ryska.
Efter Kirgizistans självständighet 1991, blev Tjingiz Ajtmatov en framträdande, politisk person. Från år 2000 till 2008 var han Kirgizistans ambassadör med residens först i Belgien, sedan i Frankrike, Luxemburg och Nederländerna.
Tjingiz Ajtmatov var redaktör för tidskrifterna Literaturnaja Gazeta och Novyj Mir. Han gav ut sina första berättelser 1952 under sin studietid till agronom.